# Yvesia madagascariensis
Yvesia es un género monotípico de plantas herbáceas de la familia de las gramíneas o poáceas. Su única especie, Yvesia madagascariensis, es originaria de Madagascar.

## Taxonomía
Yvesia madagascariensis fue descrita por Aimée Antoinette Camus y publicado en Bulletin de la Société Botanique de France 73: 690, f. 1. 1927.
Etimología
El nombre del género fue otorgado en honor de Alfred Marie Augustine Saint-Yves, agrostólogo francés.
madagascariensis: epíteto geográfico que alude a su localización en Madagascar.